# Peperomia antoniana
Peperomia antoniana är en pepparväxtart som beskrevs av William Trelease. Peperomia antoniana ingår i släktet peperomior, och familjen pepparväxter. Inga underarter finns listade i Catalogue of Life.